# Константін Гірль
Константін Гірль (нім. Konstantin Hierl; 24 лютого 1875, Парсберг — 23 вересня 1955, Гайдельберг) — один з найбільших діячів нацистської Німеччини, групенфюрер СА (18 грудня 1931), рейхсарбайтсфюрер з 1935 року (глава Імперської служби праці, RAD). Був одним із найближчих соратників Гітлера, ще до його приходу до влади.

## Життєпис
Служив у кайзерівській армії, потім у рейхсвері. У 1919 році майор Гірль направив свого підлеглого Гітлера на збори Німецької робітничої партії. Гітлер вступив в цю організацію і під його керівництвом вона незабаром перетворилася у НСДАП.
5 червня 1931 року Гірль очолив Добровільну трудову службу — організацію, що існувала за підтримки держави та обслуговувала великі будівельні та сільськогосподарські проекти, щоб мобілізовувати для цього сезонних працівників. За часів Великої депресії, зважаючи на наявність великої кількості безробітних, організація набула величезного впливу. В цей час Гірль вже був високопоставленим функціонером НСДАП і використовував свій вплив в цілях партії. У 1933 організація була перейменована в Націонал-соціалістичну службу праці (Nationalsozialistischer Arbeitsdienst, NSAD), а в 1934 — в Імперську службу праці (Reichsarbeitsdienst, RAD). Гірль очолював цю службу до самого кінця Третього рейху.
У 1936 році Гірль отримав звання рейхсляйтера НСДАП, з 1943 року — імперський міністр без портфеля.
Засуджений після війни, відбув кілька років в трудовому таборі.

## Сім'я
Був двічі одружений з Ойфросіною Ґлосс і актрисою Верою Гартеґґ. Обидва шлюби були бездітними.
Молодший брат — письменник Ернст Гірль.
Двоюрідний брат — Йоганн Баптіст Гірль, єпископ-помічник Регенсбурга у 1911-1936 роках.

## Нагороди[6]
- Залізний хрест 2-го і 1-го класу
- Лицарський хрест королівського ордена дому Гогенцоллернів з мечами
- Орден «За заслуги» (Баварія) 3-го класу з мечами
- Чорний нагрудний знак «За поранення»
- Знак підпільного фронту
- Почесний кут старих бійців
- Знак розрізнення рейхсарбайтсфюрера (1935) — унікальна відзнака Гірля: застібка зі срібла 800-ї проби у вигляді державного орла з великим вінком із лаврового і дубового листя, всередині якого - емблема Імперської служби праці (2 колоски і лопата зі свастикою).[7]
- Кинджал командного складу Імперської служби праці (1935)
- Почесний хрест ветерана війни з мечами
- Золотий партійний знак НСДАП (1936)
- Почесний знак Ангальтської служби праці
- Медаль «За вислугу років у Імперській службі праці» 4-го ступеня (4 роки)
- Медаль «За будівництво оборонних укріплень» (23 листопада 1939) — один із перших 6 нагороджених; нагороджений особисто Адольфом Гітлером.
- Медаль За вислугу років в НСДАП в бронзі та сріблі (15 років)
- Хрест Воєнних заслуг 2-го і 1-го класу з мечами
- Німецький Орден 1-го ступеня (№8; 24 лютого 1945) — нагороджений до свого 70-ліття; орден Гірля мав унікальний дизайн: дубове листя і мечі аналогічні таким у Лицарського хреста Залізного хреста з дубовим листям і мечами.

## Світлини

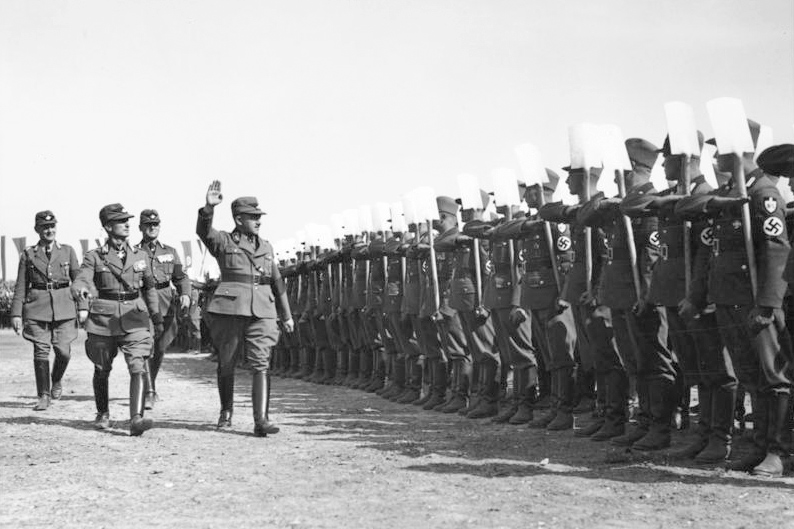
Гірль (з піднятою рукою) перед строєм співробітників RAD на полі Темпельгоф (1 травня 1934)
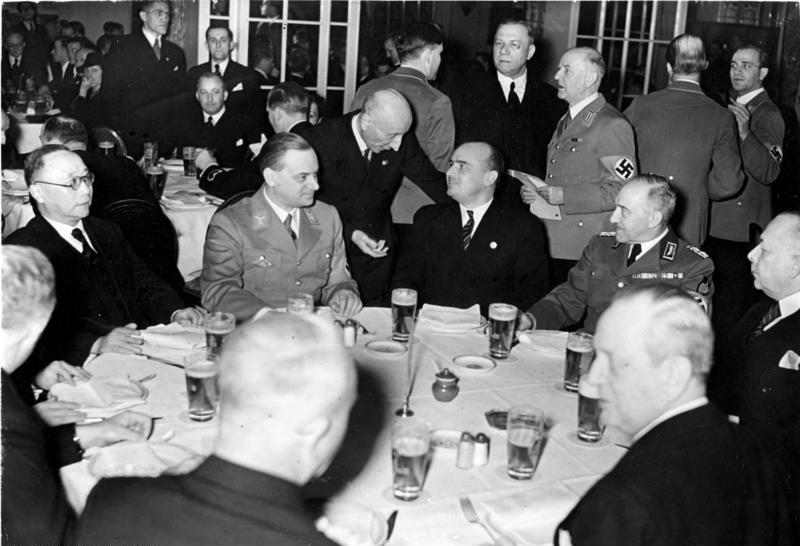
Гірль (праворуч) з Альфредом Розенбергом і Гансом Франком на дипломатичному прийомі (Берлін, 4 лютого 1939)
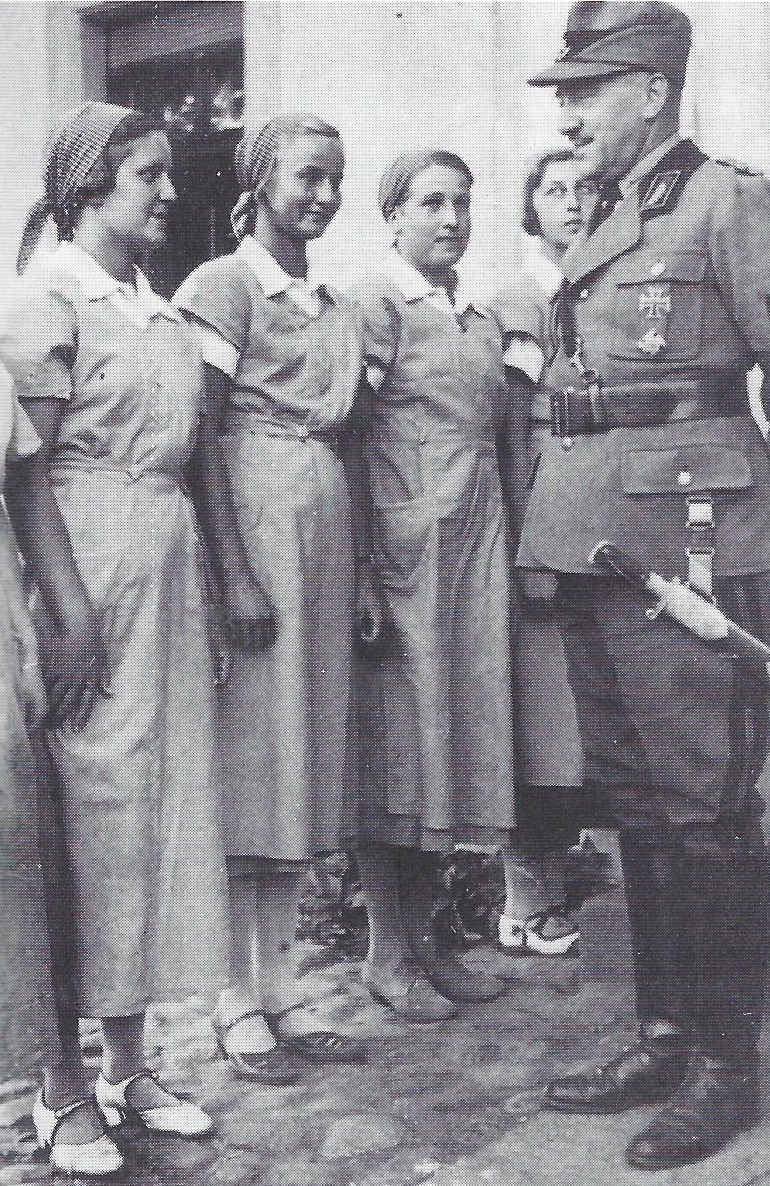
Гірль з місцевими робітницями (Бад-Доберан, 1939)